# 6722 Bunichi
A 6722 Bunichi (ideiglenes jelöléssel 1991 BG2) a Naprendszer kisbolygóövében található aszteroida. Kin Endate és Vatanabe Kazuró fedezte fel 1991. január 23-án.